# FactGrid
FactGrid, a database for historical research ist eine Wikibase-Instanz, die Projekten der Geschichtswissenschaften Datenbankleistungen mit dem Angebot der projektübergreifenden und langfristigen Vernetzung von Forschungsdaten zur Verfügung stellt.
Träger der 2017/2018 in einer Kooperation zwischen dem Forschungszentrum Gotha und Wikimedia Deutschland von Olaf Simons initiierten Plattform ist die Universität Erfurt. Das Hosting wechselte im November 2024 an die Thüringer Universitäts- und Landesbibliothek in Jena. Auf der Plattform sind im Moment (Stand Februar 2025) 554 Nutzer mit gut 50 Projekten von der Altorientalistik bis zur Zeitgeschichte des 20. Jahrhunderts registriert. Die Finanzierung des kostenfrei gestalteten Angebots läuft seit dem März 2023 über das NFDI4Memory-Konsortium innerhalb der deutschen Nationalen Forschungsdateninfrastruktur. Eine tragende Rolle in der Projektbetreuung spielen seit dem April 2023 das Historische Datenzentrum Sachsen-Anhalt und das dort unter Katrin Moeller arbeitenden NFDI4Memory Team „Data Connectivity“.

## Technische Basis
Das FactGrid nutzt mit Wikibase ohne größere Modifikationen der Benutzeroberfläche die Software des Wikidata-Projektes. Die Instanz ist eigenständig aufgesetzt. Zur MediaWiki-Plattform mit der Wikibase Extension gehört ein Wordpress-Blog, sowie der von Bruno Belhoste entwickelte FactGrid Viewer, der ähnlich wie Magnus Manskes Reasonator Datenbankinformation in strukturierte Datenblätter umformt, jedoch dabei ohne eine interne Kopie der Datenbank arbeitet. Der FactGrid Viewer bietet den besonderen Service, Transkriptionen und Datenbankinformationen auf seinen Seiten verknüpfen zu können.

## Entwicklung
Mit dem Aufbau einer ersten außerhalb von Wikidata laufenden Wikibase-Wissenschaftsinstanz verband sich 2016/2017 das Interesse an einer Plattform, auf der die Wissenschaften selbstorganisiert „original research“ produzieren würden, die sich von hier aus von Wikimedia-Projekten als „extern publiziert“ zitieren ließe. FactGrid-Daten sind in der Konsequenz auf breiter Fläche als „original research“ ausgewiesen. Nutzerkonten werden ausschließlich auf Klarnamen ausgestellt. Mit dem Einspeisen von Daten müssen Nutzer sich bereit erklären, Forschungsziele transparent zu handhaben. Sie gewinnen im selben Moment große Freiheiten, selbst Relevanzkriterien ihrer Arbeit definieren und Thesen wie Mutmaßungen an Datenbankobjekte binden zu können.
Anfänglich bestehende Vorbehalte, auf der Plattform Forschungsdaten vor deren anvisierter Publikation in Buchform zu riskieren, relativierten sich: Es erwies sich durchaus interessant, hier ersten Mutmaßungen publizieren zu können, und dabei die Sicht von Kollegen auf dieselben Informationsbestände zu gewinnen. Die Software selbst legt es nicht nahe, mit ihr Kontroversen um ein korrektes Datum zu führen; sie erlaubt es gerade, einander widersprechende Informationen nebeneinander zu stellen und damit die Datenlage abzubilden.
Das Größenwachstum der Ressource belief sich zwischen 2018 und 2023 auf 500.000 Datenbankobjekte; im Zeitraum der nächsten anderthalb Jahre kamen die zweiten 500.000 Datenbankobjekte hinzu. Die Datenbank arbeitet zwischen den Nutzergruppen des deutsch-, französisch-, spanisch- und englischsprachigen Raums im Standard viersprachig; ihre Properties liegen daneben auch weitgehend umfassend auf Ungarisch und Chinesisch vor.